# Székely autonómiatörekvések

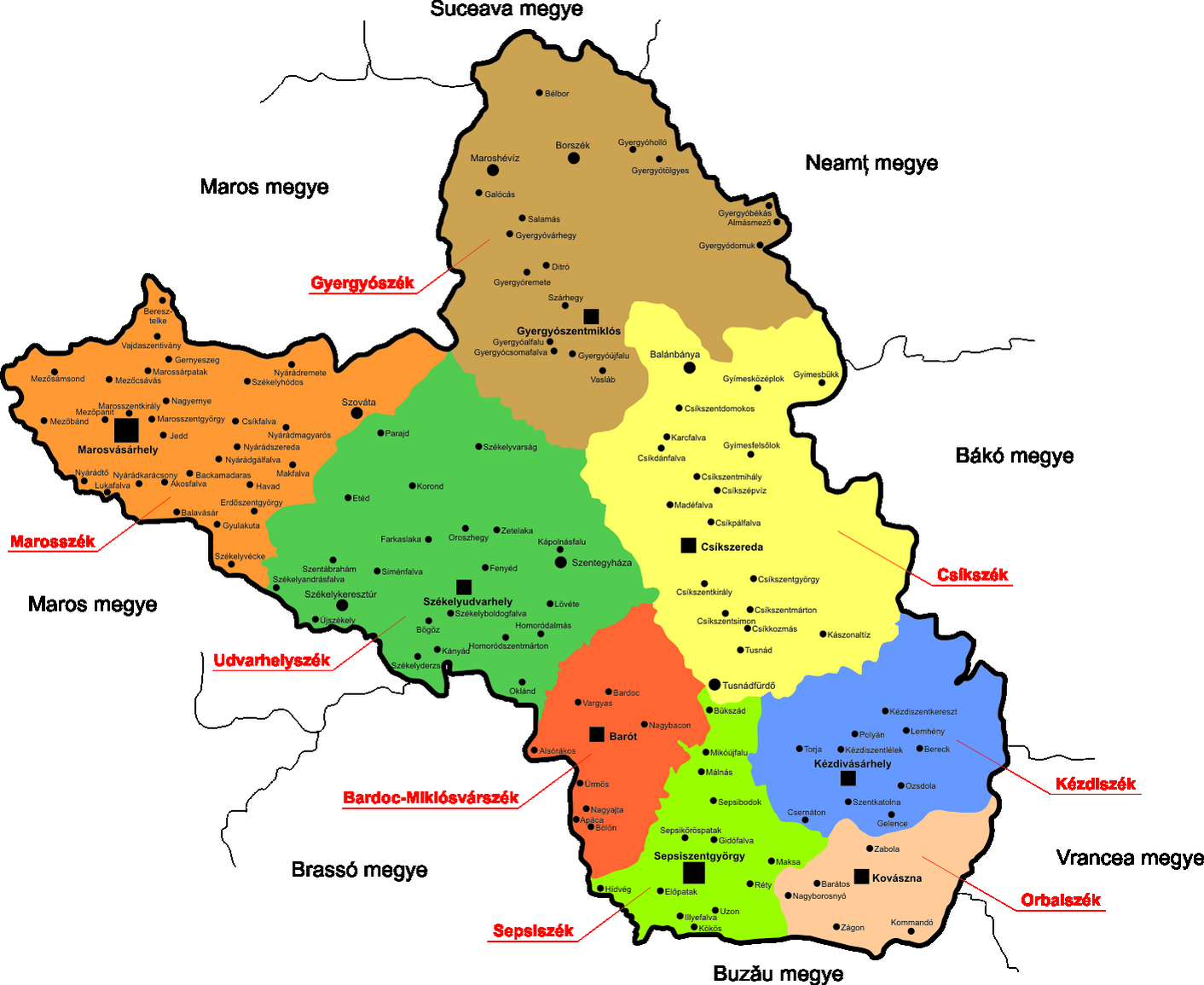
A mai értelemben vett Székelyföld

Székely autonómiatörekvések alatt a romániai Hargita, Kovászna és Maros megyei magyarok, illetve székelyek autonómiatörekvéseit értjük, melyek megvalósulásával Románián belül létrejöhet a Székelyföld Autonóm Régió. A jelenlegi székely politikai elit három nagy pártba tömörülve működik, ezek: Magyar Polgári Párt, Romániai Magyar Demokrata Szövetség és Erdélyi Magyar Néppárt. Jogi értelemben a székelység által hangoztatott Székelyföld Autonóm Régió, azaz az annak területén lévő Székelyföld nem mint egységes tartomány, hanem csak mint három megye (ebből kettő teljesen, egy pedig részben) összességét jelenti. Sokak szerint a székely autonómia után a következő lépés a függetlenedés és a szórványmagyarság autonómia-követelése következne, szinte egyidőben, egymással párhuzamosan. Míg egyesek egységes erdélyi magyar autonómiát hangoztatnak, addig mások egy autonóm Székelyföldet és egy kétnyelvű, autonóm Partiumot képzelnének el, ahol a lakosság egyötöde magyar. Felmerült a független Erdély gondolata is, mely a svájci kantonrendszer szerint működne, a magyarok illetve románok lakta területeken magyar és román kantonokat létrehozva. A független Erdélyt becslések alapján az erdélyi románok kb. 10%-a támogatná, míg az erdélyi magyarság – amennyiben az erdélyi állam biztosítaná minden magyar terület (Székelyföld, Partium stb.) széles körű autonómiáját – körében a lakosság többsége (legalább 70%-a) támogatná.

## Története
A székely autonómia-törekvések fő szószólója, a Székely Nemzeti Tanács 2003. október 26-án Sepsiszentgyörgyön alakult meg. Célkitűzései közé tartozott Székelyföld autonómiájának kivívása a jog és a demokrácia eszközével. 2004. január 17-én az SZNT véglegesítette, majd elfogadta Székelyföld autonómiájának statútumtervezetét, amelyet hat magyar származású romániai parlamenti képviselő beterjesztett Románia parlamentje elé. A törvényjavaslatot végül a képviselőház és a felsőház is megvitatás nélkül elutasította. 2006. március 15-én Székelyudvarhelyen megtartották a Székely Nagygyűlést, ahol mintegy 20 000 ember követelte Székelyföld autonómiáját. 2006. október 7-én az SZNT nemhivatalos népszavazást tartott, ahol 209 304 állampolgár vett részt (az összesen 395 001 szavazatra jogosult állampolgárból), ebből 207 864 személy mondott igent, 1108 személy pedig nemet az autonómiára, továbbá mindössze 300 szavazat volt érvénytelen. Ezek alapján az igenek részaránya 99,31%, a nemeké 0,52%, az érvénytelen szavazatoké pedig 0,14% volt. 2009. március 15-én több székelyföldi település önkormányzata is népszavazást írt ki. A referendumon arról kérdeznék meg a polgárokat, hogy akarják-e, hogy a jelenlegi megyehatárok úgy módosuljanak, hogy az illető települések a létrehozandó Székelyföld autonóm közigazgatási egységhez tartozzanak. A népszavazásokat végül nem tudták megtartani, mivel a prefektusok mindegyik referendumot megtámadták a bíróságon, ahol ezeket alkotmányellenesnek minősítették.
2009 májusában az SZNT lefoglalta a .sic legmagasabb szintű domainnevet, amit az ICANN általában országoknak ad meg. 2009. szeptember 4-én nagygyűlést tartottak Csíkszeredában, majd 5-én Székelyudvarhelyen. Utóbbi városban elfogadták Székelyföld Autonómia Statútumát, melyet a székelyföldi önkormányzatok is elfogadtak. Ekkor fogadták el Székelyföld hivatalos jelképeinek az SZNT által már használatba hozott zászlót, címert, illetve a Székely Himnusz is hivatalos himnusza lett Székelyföldnek. Ugyanekkor mutatták be Székelyföld jelenlegi térképét, amelyen a leendő autonóm terület közigazgatásilag 8 székre van felosztva (Maros, Udvarhely, Sepsi, Orbai, Bardoc-Miklósvár, Csík, Gyergyó, Kézdi).
2013. október 27-én megrendezték a Székelyek Nagy Menetelését, a Brassót Bákóval összekötő 11-es országút 54 kilométeres székelyföldi szakaszán és ebből kialakuló élőláncot szerveztek a balti államok és a katalánok élőláncai mintájára.

## Az autonómia akadályai
A székely autonómiát – ahogy minden más nemzetiség autonómiáját is – maga a román alkotmány tagadja meg. Az alkotmány ugyanis egységes nemzetállamnak nevezi Romániát, mely a román nemzet állama, egyedüli hivatalos nyelve a román. A másik fő akadályozó tényező a román kormányzat félelme attól, hogy a székely autonómia végül szeparatizmusba alakulna át, így a székelység ki kívánna szakadni Romániából. Ez ugyan nem alaptalan, de a jelenlegi székely politikai elit célja az autonómia elérése, holott egy független székely állam jobban kielégítené a székelység nemzeti létre való igényeit, azaz hogy a székely népnek is önálló állama legyen.

## Székely Köztársaság
Egyes székelyek Székelyföld jövőjét a román államtól függetlenül képzelik el. A független Székelyföld jelenlegi adatok alapján 12 000 négyzetkilométeren terülne el, ez alapján a világ 163. legnagyobb területű országa lenne, lakossága pedig 810 000 fő, ami alapján Székelyföld független országként a világ 165. legnagyobb népességű országa lenne. A független Székelyföld azonban egyedül Romániával lenne határos minden oldalról, ráadásul a Romániából való kiszakadással elveszítené a tengerparttal való kapcsolatait. Amennyiben az EU-tag Romániából kiválna a székelyek lakta három megye, úgy Székelyföld nagy valószínűséggel idővel az Európai Unió tagjává válna. Székelyföld kiválása azonban akár több éves vagy évtizedes tárgyalássorozatot követően valósulhat meg. A terület kiválásával Székelyföldnek át kellene vennie a román államadósság rá eső részét, egy független székely-magyar állam létét ürügyként használva a szórványban élő magyarságot asszimilálnák a román társadalomba. Minden bizonnyal a legjobb megoldás a szórványmagyarság számára az egy tömbbe való település. A független Székelyföld létrejöttével minden bizonnyal megerősödne a székelyföldi magyarság és több ezer szórványban élő magyar Székelyföldre települne, tovább erősítve a 800 ezres országot. A Székely Köztársaság napjainkban inkább csak vágyálomnak tűnhet, de egyszer – összefogással és a nemzetközi jog kínálta lehetőségeket kihasználva – elérhetővé válhat.

## A székely autonómia napja
2015 óta október utolsó vasárnapja a székely autonómia napja, ezen napon romániai székely és anyaországi magyar politikusok, közéleti személyiségek kiállnak a székely autonómiáért.